# Liverpool 8 (песня)
«Liverpool 8» — песня Ринго Старра, написанная им в соавторстве с Дэйвом Стюартом; является титульным треком одноимённого альбома Старра 2008 года. Песня также была выпущена как сингл в нескольких форматах: 7" виниловый сингл, CD-сингл, сингл в формате файла для загрузки через Интернет. Песня описывает факты из биографии Старра, особо отмечая времена его участия в группе The Beatles. Название песни (и альбома) обозначает номер почтового отделения района Toxteth в Ливерпуле, где Старр родился.
Сингл в формате цифровой дистрибуции был выпущен в начале декабря 2007. Начиная с 3 января 2008 песня передавалась по Интернет-радиостанции Beatles Radio. 7 января 2008, за неделю до выпуска альбома, песня была издана на физических носителях: 7" виниловом сингле и CD-сингле. Би-сайдом на виниловом сингле была выпущена ещё одна песня с альбома — «For Love» (авторы Ринго Старр и Марк Хадсон). Несмотря на то, что сингл в Великобритании продавался по цене всего лишь 99 пенсов, в британском чарте синглов он занял лишь 99-е место.
Для рекламы альбома был снят видеоклип с песней, изображающий прогуливающихся Ринго Старра и Дэйва Стюарта.

## Список композиций
| №  | Название      | Автор(ы)                   | Длительность |
| -- | ------------- | -------------------------- | ------------ |
| 1. | «Liverpool 8» | Ричард Старки, Дэйв Стюарт | 4:49         |

| №  | Название      | Автор(ы)                   | Длительность |
| -- | ------------- | -------------------------- | ------------ |
| 1. | «Liverpool 8» | Ричард Старки, Дэйв Стюарт | 4:49         |
| 2. | «For Love»    | Ричард Старки, Марк Хадсон | 3:49         |

## Участники записи
- Ринго Старр — вокал, барабаны, перкуссия
- Дэйв Стюарт — акустическая гитара, электрогитара (в гитарном соло)
- Sean Hurley — бас-гитара
- Gary Burr, Ринго Старр, Steve Dudas, Brent Carpenter, Марк Хадсон, Bruce Sugar, Keith Allison — бэк-вокал и хлопки в ладоши
- Аранжировка, оркестровка: Suzie Katayama и Дэйв Стюарт
- Дирижёр: Suzie Katayama

(дается по)